# Arthur Leonard Schawlow
Arthur Leonard Schawlow, ameriški fizik, * 5. maj 1921, Mount Vernon, New York, ZDA, † 28. april 1999, Palo Alto, Kalifornija, ZDA.
Schawlow je leta 1981 so-prejel Nobelovo nagrado za fiziko za delo o laserjih.